# 尼康D850
尼康D850是尼康公司于2017年8月24日发布的一款专业级高端全片幅数码单反相机。
作为尼康百年之际发布的一款高规格数码单反，尼康D850采用了一块高达4,575万有效畫素的背照式CMOS传感器，与自家旗舰D5相同的153点对焦系统和原生 ISO 64-25600 的感光度范围以及最高9幅/秒的连拍速度都刷新了单反市场的纪录。
与上一代产品尼康D810一样，D850仍然采用了去除低通滤镜的设计，其目的是为了让高像素传感器的超高解像度得到充分发挥。
尼康D850支持UHD 4K（3840×2160）分辨率的影片录制，并且支持超采样（即以整个CMOS的宽度采集多于3840×2160个像素点，然后在机内对图像讯号进行处理，使其输出3840×2160分辨率的UHD 4K格式影片，采用这种技术的优点在于在拍摄影片时不损失视角相。），对于佳能5D4（1.7×倍率裁切）、佳能1DX II及尼康D5、尼康D500等机型所采用的“点对点”采样方式，超采样可以显著提升画质及有效降低噪点，同时还可以避免“点对点”采样方式裁切画面所导致的镜头视角（等效焦距）的变化，使广角镜头能够发挥出其优势。
尼康D850还支持拍摄分辨率高达8K（7680×4320）的延时摄影影片。
尼康D850支持电子前帘快门，在拍摄延时摄影影片时可有效降低快门次数的损耗。

## 規格：[2]
4575萬像素(8256 × 5504)，搭載背照式CMOS。
機身連拍7fps，搭配MB-D18手把下可達9fps高速連拍(需使用EN-EL18a/EN-EL18b電池)。
加入對焦搖桿，搭載 Multi-CAM 20000 自動對焦模組(與D5同)。
153點對焦系統(中央點-4EV，其餘152點-3EV)，其中55點可選。十字對焦部分共99點（35點可選）。
光學觀景器達100%視野範圍，並且達0.75放大倍率(超越D5)。
4K全畫面輸出不裁切，支援MP4、AAC格式(超越D5)。
內建拍攝合成4K縮時影片、8K縮時照片，可開啟電子快門減少損耗(超越D5)。
全新峰值對焦，支援120fps慢動作錄影(超越D5)。
原生ISO 64-25600可以擴展至32-102400
採用EXPEED 5影像處理器(與D5同)。
採用18萬畫素RGB感應器，測光更精準(與D5同)。
3.2吋235萬像素LCD 翻轉螢幕，觸碰感應支援快門拍攝、選單設定(超越D5)。
全新4500萬畫素靜音快門、826萬畫素無聲快門達30fps連拍(超越D5)。
全新對焦移動功能(景深包圍)，拍攝商品、微距攝影更清晰、銳利(超越D5)。
更好的自然光白平衡(超越D5)。
左側按鍵背光燈 黑暗中拍攝更方便(與D5同)。
新增RAW批次處理功能(超越D5)。
Live View新增“精細”對焦點，對焦更精確(超越D5)。
內建SnapBridge，藍牙 / WIFI傳輸。
單顆電池約可拍攝1840張、錄影長達70分鐘。